# House of Gucci
House of Gucci è un film del 2021 diretto e co-prodotto da Ridley Scott.
La pellicola è un adattamento cinematografico del libro House of Gucci. Una storia vera di moda, avidità, crimine (The House of Gucci: A Sensational Story of Murder, Madness, Glamour, and Greed) scritto da Sara Gay Forden, che racconta le vicende reali che nel 1995 portarono Patrizia Reggiani a organizzare l'omicidio dell'ex marito Maurizio Gucci, imprenditore ed ex presidente della celeberrima casa di moda omonima.

## Trama
Milano, Italia, 1970. Patrizia Reggiani è un'attraente ragazza di 22 anni che lavora come responsabile d'ufficio nella piccola ditta di autotrasporti di suo padre Fernando. A una festa, Patrizia incontra il coetaneo Maurizio Gucci, studente di giurisprudenza ed erede, attraverso il padre Rodolfo, del 50% della casa di alta moda Gucci, fondata da suo nonno paterno Guccio. Patrizia comincia a corteggiare il goffo Maurizio, finché i due si innamorano e lui la presenta alla famiglia. Rodolfo Gucci, però, capisce che a Patrizia interessano solo il denaro e il successo e lo dice a Maurizio, avvertendolo che, se la dovesse sposare, lo diserederà; Maurizio sceglie Patrizia al posto del suo legame con i Gucci, lasciando la famiglia. Patrizia e Maurizio si sposano e quest’ultimo viene assunto presso l'azienda di autotrasporti Reggiani.
Alcuni anni dopo Patrizia rimane incinta e vede nella nascita della figlia Alessandra una via per la riconciliazione familiare, quindi racconta la notizia allo zio di Maurizio, Aldo Gucci, fratello di Rodolfo; Aldo, deliziato, prende la coppia sotto la sua ala protettrice e presenta Patrizia a suo figlio Paolo, che desidera diventare stilista all'interno di Gucci nonostante la sua mancanza di talento e le sue discutibili creazioni. Grazie ad Aldo, Maurizio e un Rodolfo ormai malato terminale si riconciliano poco prima della morte di quest'ultimo. Rodolfo quindi include nuovamente Maurizio nel suo testamento, ma muore prima di essere riuscito a firmare l'atto che trasferisce le azioni Gucci al figlio. Patrizia però falsifica la firma di Rodolfo sul documento, facendo quindi in modo che il marito erediti il 50% dell'azienda di famiglia, come gli spetterebbe.
Patrizia comincia a consultare Giuseppina "Pina" Auriemma, una sensitiva, come guida spirituale, e si scontra con Aldo riguardo alla vendita clandestina da parte dell'azienda di prodotti Gucci a basso costo sul mercato nero. La donna manipola Maurizio, che in realtà ha poco interesse per Gucci, e complotta contro il marito e i suoi familiari allo scopo di assumere un ruolo più attivo all'interno dell'azienda e ottenerne il controllo, acquisendo parte delle azioni di Aldo e Paolo, che detengono il restante 50%. Paolo acquisisce dei documenti che dimostrano che Aldo ha evaso le tasse negli Stati Uniti, in quanto Patrizia gli ha promesso che in cambio gli concederà di disegnare la propria linea di abiti e di farla commercializzare da Gucci. Aldo viene così arrestato dall'IRS e condannato a un anno di carcere. Patrizia e Maurizio, però, non tengono fede alla loro promessa: la polizia italiana, infatti, interrompe la sfilata di Paolo, che in realtà non è mai stato autorizzato all'uso del marchio Gucci.
Patrizia e Maurizio chiedono a Paolo di vendere loro le sue azioni, ma lui li respinge arrabbiato e si allontana dalla famiglia. La Guardia di Finanza italiana perquisisce la casa di Maurizio e tenta di arrestarlo per aver falsificato la firma di Rodolfo. I coniugi Gucci fuggono nella loro casa a St. Moritz, in Svizzera, dove Maurizio incontra la sua vecchia amica Paola Franchi. Dopo una discussione tra Maurizio e Patrizia, Maurizio dice di essere stanco dell'influenza della moglie su di lui e sull'azienda, chiedendo alla moglie e alla figlia di tornare in Italia e iniziando una relazione sentimentale con Paola. Patrizia tenta in lacrime una riconciliazione con Maurizio, ma lui la ignora categoricamente; successivamente chiede a Patrizia il divorzio tramite il suo assistente e amico di vecchia data Domenico De Sole, cosa che manda Patrizia su tutte le furie.
Maurizio cerca assistenza dalla società di capitali Investcorp, attraverso la quale escogita un piano per acquisire le azioni della società di proprietà del cugino Paolo, caduto in povertà. Aldo viene rilasciato dal carcere e, messo di fronte al fatto compiuto, si rende subito conto che quanto fatto da Paolo avrà delle conseguenze anche per lui. Quando Investcorp si offre di comprare le quote di Aldo, lui rifiuta fino a quando Maurizio non si rivela essere l'ideatore dell'accordo. Sconsolato, Aldo vende le proprie azioni e si riconcilia con il figlio, tagliando anche lui i contatti con l'azienda. Maurizio recluta il designer emergente Tom Ford per rivitalizzare l'immagine dell'azienda attraverso una nuova linea di prodotti; le creazioni di Ford hanno successo, ma l'azienda si trova in serie difficoltà con le proprie finanze, che Maurizio non è in grado di gestire, al punto che i leader di Investcorp si sentono obbligati a cacciarlo, sostituendolo con Ford e De Sole.
Patrizia, non volendo proprio accettare di dover divorziare e perdere il controllo su Gucci, chiede a Pina di aiutarla a far uccidere l'ex marito. Pina la mette quindi in contatto con due sicari, Ivano Savioni e Benedetto Ceraulo, che pochi giorni dopo, il 27 marzo 1995, tendono un agguato a Maurizio all'ingresso dell'ufficio, con Ceraulo che gli esplode alle spalle quattro colpi di pistola uccidendolo.
La scena si sposta al 1997, due anni dopo l'omicidio, con il processo ai quattro incriminati. Il giudice interpella Patrizia chiamandola "signora Reggiani" e lei, infastidita, dice che desidera essere chiamata "signora Gucci".
Le didascalie di chiusura descrivono il destino dei personaggi: Aldo muore di cancro alla prostata e Paolo muore in povertà poco dopo la vendita delle loro quote a Maurizio, mentre Patrizia, Pina, Savioni e Ceraulo vengono condannati a lunghe pene detentive dopo il loro arresto per omicidio. Gucci viene completamente acquisita da Investcorp; nessun membro della famiglia Gucci fa più parte dell'azienda.

## Produzione
Già nel giugno del 2006 Ridley Scott era stato scelto per dirigere un film sulla storia e sulla caduta della famiglia Gucci, con Andrea Berloff incaricata di scrivere la sceneggiatura, nonostante la disapprovazione del progetto da parte dei Gucci stessi; per Patrizia Reggiani e Maurizio Gucci si pensò ad Angelina Jolie e Leonardo DiCaprio come possibili interpreti. Nel febbraio 2012 Scott lasciò il progetto per via della sovrapposizione di altri impegni lavorativi e sua figlia Jordan subentrò al suo posto, mentre Penélope Cruz fu in trattative per interpretare la Reggiani. Nel novembre 2016 anche Jordan Scott lasciò il progetto, così Wong Kar-wai assunse la regia del film, con Charles Randolph incaricato di scrivere la sceneggiatura del film insieme a Berloff, e Margot Robbie fu presa in considerazione per il ruolo della Reggiani. Nel novembre 2019 Ridley Scott venne nuovamente scelto per dirigere il film, con Roberto Bentivegna incaricato di scrivere la sceneggiatura, e Lady Gaga fu scelta per interpretare la Reggiani. Secondo l'amministratore delegato di Gucci Marco Bizzarri, la casa di moda ha collaborato con la produzione e ha consentito alla troupe del film pieno accesso ai propri archivi per il guardaroba e gli oggetti di scena.
Nell'aprile 2020 Metro-Goldwyn-Mayer acquisì i diritti del film. Ad agosto Adam Driver, Jared Leto, Al Pacino, Robert De Niro, Jack Huston e Reeve Carney entrarono in trattative per unirsi al cast. Driver, Leto, Pacino e De Niro furono confermati a ottobre. Huston e Carney furono confermati a dicembre insieme a Jeremy Irons, chiamato a sostituire De Niro, costretto a rinunciare al film per via della sovrapposizione di altri impegni lavorativi. Dariusz Wolski annunciò il suo coinvolgimento come direttore della fotografia nello stesso mese. Camille Cottin si unì al cast nel gennaio 2021, seguita da Mădălina Diana Ghenea, Mehdi Nebbou e Miloud Mourad Benamara, aggiuntisi al cast a marzo dello stesso anno insieme a Salma Hayek, che è sposata con l'attuale capo di Gucci, François-Henri Pinault.
Nell'agosto 2020 Deadline Hollywood riferì che le riprese sarebbero cominciate subito dopo che Scott avrebbe completato la produzione di The Last Duel. Il 3 febbraio 2021, in un'intervista per Variety, Leto disse che il film era ancora in fase di pre-produzione e che le riprese avrebbero avuto inizio in Italia nelle settimane seguenti.
Le riprese principali sono iniziate a Roma il 25 febbraio 2021. Diverse scene sono state girate all'inizio di marzo nelle città di Gressoney-Saint-Jean e Gressoney-La-Trinité, in particolare nelle Alpi italiane della Valle d'Aosta, che sono state utilizzate per ricreare il complesso turistico di St. Moritz nel confine svizzero.. Sempre a Roma, nello scenografico Quartiere Coppedè sono state girate le scene dell'omicidio. Altre riprese si sono svolte anche in altre località del Paese, come Firenze, il lago di Como (alla Villa del Balbiano) e Milano. A Milano alcune scene sono state girate a Villa Necchi Campiglio. A fine marzo tornarono a Roma per girare scene in Via Condotti. Le riprese si sono concluse l'8 maggio 2021. Il budget per la realizzazione del film è stato di 75 milioni di dollari.

## Promozione
Il 29 luglio 2021 sono stati pubblicati i character poster, mentre il giorno successivo è uscito il trailer ufficiale sia in inglese che in italiano.

## Distribuzione
Il film è stato distribuito negli Stati Uniti d'America dal 24 novembre 2021 dalla United Artists, mentre in Italia il 16 dicembre da Eagle Pictures.

### Streaming
Il film è stato reso disponibile il 1º agosto 2022 su Prime Video, in quanto, a seguito dell'acquisizione della Metro-Goldwyn-Mayer del 17 marzo 2022 da parte di Amazon.com, la casa di produzione è ufficialmente una sussidiaria di Amazon Studios.

### Edizione italiana

#### Doppiaggio
Il doppiaggio italiano e la sonorizzazione della pellicola sono stati eseguiti dalla Laser Digital Film. La direzione e i dialoghi furono affidati a Lorenzo Macrì, con l'assistenza al doppiaggio da parte di Roberta Schiavon.

## Accoglienza

### Incassi
Nel primo fine settimana di uscita negli Stati Uniti, House of Gucci ha incassato 21,8 milioni di dollari, posizionandosi al terzo posto del botteghino, dietro al film Disney Encanto e a Ghostbusters: Legacy.
A fronte di un budget di 75 milioni di dollari, il film ha incassato 53809574 $ in Nord America e 99459587 $ nel resto del mondo, per un totale di 153269161 $. In Italia la pellicola ha incassato 5533735 €.

### Critica
Il film ha ricevuto recensioni generalmente positive da parte della critica. Sul sito di recensioni Rotten Tomatoes ha un indice di gradimento del 62% basato su 373 recensioni, con un voto medio di 6,2 su 10. Su Metacritic ottiene un punteggio di 59 su 100 basato su 59 recensioni.
Alissa Wilkinson del sito web Vox assegnò al film una recensione mista, lodando le performance degli attori, ma criticando la sceneggiatura e il soggetto: «Il film che il trailer sta vendendo è in realtà poco più scadente e selvaggio della vera "House of Gucci", che sarebbe un disastro inutile e un po' superficiale se non fosse per la brillantezza, o la follia, della recitazione». Recensendo il film per The Hollywood Reporter, David Rooney scrisse: «Il film di Ridley Scott è una visione trash che non mi sarei perso per niente al mondo. Ma non riesce a stabilizzarsi su un tono coerente, troppo lungo e indisciplinato mentre oscilla tra il dramma e l'opera buffa».
Richard Roeper del Chicago Sun-Times diede al film un giudizio di 2 stelle e mezzo su 4, scrivendo: «Adam Driver e Lady Gaga hanno una vera e propria chimica insieme, ed è ancora uno spasso vedere Al Pacino ruggire come un leone in inverno. Ma Hayek e Irons interpretano personaggi sottili come il cartone, Leto si dibatte come se fosse in un film tutto suo, e House of Gucci si sente freddamente calcolatore quando avrebbe dovuto essere pieno e caldo con uno scandaloso sensazionalismo». Scrivendo sul The New York Times, A. O. Scott trovò che la pellicola fosse un'opportunità mancata che avrebbe potuto essere realizzata più in linea con migliori standard cinematografici, affermando che manca «la visione o l'ispirazione necessaria».
L'accento italiano di Gaga (nella versione originale) è stato criticato dall'attrice italiana e dialect coach Francesca De Martini, che lavorò sul set come coordinatrice dei dialoghi con Salma Hayek, e dichiarò come l'accento di Gaga «non sia propriamente italiano, ma sembri più un accento russo». La BBC dichiarò che l'interpretazione di Paolo Gucci da parte di Leto ha suscitato «sia scherno che irritazione». Il critico cinematografico Mark Kermode descrisse la sua performance come una "caricatura", scrivendo: «mentre altri adottano inflessioni italiane leggermente ridicole, Leto pronuncia le sue battute in una serie di grida acute che suggeriscono che stia tentando di comunicare con le balene». David Ehrlich di IndieWire definì l'interpretazione di Leto «brillantemente sopra le righe».

## Riconoscimenti
- 2022 – Premio Oscar
  - Candidatura per il miglior trucco e acconciatura a Göran Lundström, Anna Carin Lock e Frederic Aspiras
- 2022 – Golden Globe
  - Candidatura per la migliore attrice in un film drammatico a Lady Gaga
- 2022 – Premio BAFTA
  - Candidatura per il miglior film britannico
  - Candidatura per la migliore attrice protagonista a Lady Gaga
  - Candidatura per il miglior trucco e acconciatura a Göran Lundström, Anna Carin Lock e Frederic Aspiras
- 2022 – Screen Actors Guild Award
  - Candidatura per il miglior cast cinematografico
  - Candidatura per la miglior attrice cinematografica a Lady Gaga
  - Candidatura per il miglior attore non protagonista cinematografico a Jared Leto
- 2022 – Critic's Choice Award
  - Candidatura per la migliore attrice a Lady Gaga
  - Candidatura per il miglior attore non protagonista a Jared Leto
  - Candidatura per i migliori costumi a Janty Yates
  - Candidatura per il miglior trucco
- 2021 – Las Vegas Film Critics Society Award
  - Candidatura per il miglior attore non protagonista a Jared Leto
- 2021 – New York Film Critics Circle Award
  - Miglior attrice protagonista a Lady Gaga
- 2022 – Satellite Award
  - Candidatura per la migliore attrice in un film drammatico a Lady Gaga
  - Candidatura per il miglior attore non protagonista a Jared Leto